# منتخب مصر لكرة اليد الشاطئية
منتخب مصر لكرة اليد الشاطئية هو منتخب مصر الوطني في رياضة كرة اليد الشاطئية، يدار من قبل الاتحاد المصري لكرة اليد ويمثل مصر في المنافسات الدولية.